# 鎌田浩毅
鎌田 浩毅（かまた ひろき、1955年 - ）は、日本の地球科学者。京都大学名誉教授。同大特任教授。専門は、火山学・地球変動学・科学教育・アウトリーチ。

## 経歴
東京都生まれ。父は道路会社の技術師。1974年東京教育大学附属駒場高等学校卒業。大学で一留を経て、1979年に東京大学理学部地質鉱物学科（現：地球惑星環境学科）を卒業。1987年、東京大学より理学博士の学位を取得、学位論文の題は"Growth-history and geological structure of the volcanotectonic depression in the central Kyushu, Japan"（中部九州における火山構造性陥没地の形成発達史と地質構造）。
通商産業省地質調査所主任研究官、米国内務省カスケード火山観測所客員研究員などを経て、1997年より京都大学大学院人間・環境学研究科・総合人間学部教授。2021年、京都大学名誉教授、同大レジリエンス実践ユニット特任教授。2021年3月10日、京大教授としての最終講義が行われた。
不定期に「グッド！モーニング」に出演している。

## 著書

### 単著
- 『火山はすごい 日本列島の自然学』PHP新書、2002年 のち文庫、2015年、ISBN 978-4-56-976409-2
- 『地球は火山がつくった 地球科学入門』岩波ジュニア新書、2004年、ISBN 978-4-00-500467-6
- 『科学者が見つけた「人を惹きつける」文章方程式』講談社+α新書、2004年、ISBN 978-4-06-272288-9
- 『成功術 時間の戦略』文春新書、2005年、ISBN 978-41-66-60443-2
- 『ラクして成果が上がる理系的仕事術』PHP新書、2006年、ISBN 978-4-56-964845-3
- 『火山噴火 予知と減災を考える』岩波新書、2007年、ISBN 978-4-00-431094-5
- 『富士山噴火 ハザードマップで読み解く「Xデー」』講談社ブルーバックス、2007年、ISBN 978-4-06-257576-8
- 『マグマの地球科学』中公新書、2008年、ISBN 978-4-12-101978-3 C1244
- 『ブリッジマンの技術』講談社現代新書、2008年、ISBN 978-4-06-287972-9
- 『世界がわかる理系の名著』文春新書、2009年、ISBN 978-4-16-660685-6
- 『地学のツボ 地球と宇宙の不思議をさぐる』ちくまプリマー新書、2009年、ISBN 978-4480688040
- 『一生モノの勉強法 京大理系人気教授の戦略とノウハウ』東洋経済新報社、2009年、ISBN 978-4492556375
- 『京大・鎌田流 知的生産な生き方 ロールモデルを求めて』東洋経済新報社、2009年、ISBN 978-4492556566
- 『京大・鎌田流 一生モノの人脈術』東洋経済新報社、2010年、ISBN 978-4492043714
- 『座右の古典 賢者の言葉に人生が変わる』東洋経済新報社、2010年、ISBN 978-4492044032
- 『使える！作家の名文方程式 科学者が見つけた「人を惹きつける」文章術』PHP文庫、2011年、ISBN 978-4569675831
- 『マグマという名の煩悩』春秋社、2011年、ISBN 978-4393361221
- 『火山と地震の国に暮らす』岩波書店、2011年、ISBN 978-4000052108
- 『もし富士山が噴火したら』東洋経済新報社、2011年、ISBN 978-4492044360
- 『地震と火山の日本を生きのびる知恵』メディアファクトリー、2012年、ISBN 978-4840142243
- 『次に来る自然災害 地震・噴火・異常気象』PHP新書、2012年、ISBN 978-4569804835
- 『資源がわかればエネルギー問題が見える 環境と国益をどう両立させるか』PHP新書、2012年、ISBN 978-4569806785
- 『京大人気講義 生き抜くための地震学』ちくま新書、2013年、ISBN 978-4480067012
- 『京大理系教授の伝える技術』PHP新書、2013年、ISBN 978-4569813325
- 『まるごと観察 富士山：壮大な火山地形から空、生き物まで世界遺産を知る』誠文堂新光社〈子供の科学★サイエンスブックス〉、2013年、ISBN 978-4416113707
- 『京大・鎌田流 一生モノの時間術』東洋経済新報社、2013年、ISBN 978-4492045121
- 『西日本大震災に備えよ 日本列島大変動の時代』PHP新書、2015年、ISBN 978-4569827841
- 『一生モノの超・自己啓発 京大・鎌田流「想定外」を生きる』朝日新聞出版、2015年、ISBN 978-4023313521
- 『地球の歴史』 中公新書 全3巻、2016年
- 『地学ノススメ 「日本列島のいま」を知るために』講談社ブルーバックス、2017年、ISBN 978-4065020029
- 『日本の地下で何が起きているのか』岩波科学ライブラリー、2017年、ISBN 978-4000296663
- 『理科系の読書術 インプットからアウトプットまでの28のヒント』 中公新書、2018年、ISBN 978-4121024800
- 『地球とは何か 人類の未来を切り開く地球科学』 サイエンス・アイ新書、2018年、ISBN 978-4797393194
- 『座右の古典 今すぐ使える50冊』 ちくま文庫、2018年、ISBN 978-4480435408
- 『読まずにすませる読書術』 SBクリエイティブ、2019年、ISBN 978-4815600099
- 『富士山噴火と南海トラフ』講談社ブルーバックス、2019年、ISBN 978-4065160435
- 『重ね地図でわかる! 日本列島のしくみ 見るだけノート』宝島社、2019年、ISBN 978-4800295620
- 『やりなおし高校地学』ちくま新書、2019年、ISBN 978-4480072511
- 『理学博士の本棚』角川新書、2020年、ISBN 978-4040823096
- 『一生モノの勉強法』 ちくま文庫、2020年、ISBN 978-4480436467
- 『首都直下地震と南海トラフ』 MdN新書、2021年、ISBN 978-4295201021
- 『地震はなぜ起きる?』 岩波ジュニアスタートブックス、2021年、ISBN 978-4000272322
- 『理系的アタマの使い方』PHP文庫、2021年、ISBN 978-4569900964
- 『100年無敵の勉強法』筑摩書房、2021年、ISBN 978-4480251138
- 『武器としての教養』、MdN新書、2022年、ISBN 978-4295202660
- 『揺れる大地を賢く生きる 京大地球科学教授の最終講義[4]』角川新書、2022年、ISBN 978-4040824215
- 『知っておきたい地球科学 ビッグバンから大地変動まで』岩波新書 新赤版1950[5]、2022年、ISBN 978-4004319504
- 『世界がわかる資源の話』大和書房[6]、2023年、ISBN 978-4479394068
- 『47都道府県･地質景観/ジオサイト百科』丸善出版[7]、2024年、ISBN 978-4621308714
- 『首都直下 南海トラフ地震に備えよ』[8] SB新書、2024年、ISBN 978-4815626600
- 『M9地震に備えよ 南海トラフ・九州・北海道』[9] PHP新書、2024年、ISBN 978-4569857541
- 『理系的英語習得術ーインプットとアウトプットの全技法』[10] ちくま新書、2024年、ISBN 978-4480076434
- 『「地震」と「火山」の国に暮らすあなたに贈る 大人のための地学の教室』[11] ダイヤモンド社、2025年、ISBN 978-4478121023

### 共著
- 岸本利久共著『中学受験理科の王道』PHPサイエンス・ワールド新書、2010年、ISBN 978-4569772080
- 『特別授業3.11 君たちはどう生きるか』あさのあつこ、池澤夏樹、最相葉月、斎藤環、橘木俊詔、田中優、橋爪大三郎/鷲田清一共著 河出書房新社、2012年、ISBN 978-4309616728
- 吉田明宏共著『一生モノの英語勉強法 「理系的」学習システムのすすめ』祥伝社新書、2013年、ISBN 978-4396113124
- 『たけしのグレートジャーニー』ビートたけし・関野吉晴、西江雅之、荻巣樹徳、山極寿一、松浦健二、塚本勝巳、長沼毅、佐藤克文、窪寺恒己,村山斉共著 新潮社、2014年、ISBN 978-4103812210
- 吉田明宏共著『一生モノの英語練習帳 最大効率で成果が上がる』祥伝社新書、2015年、ISBN 978-4396114053
- 研伸館「受験活用術プロジェクト」共著『一生モノの受験活用術』祥伝社新書、2016、ISBN 978-4396114640
- 『山極寿一×鎌田浩毅 ゴリラと学ぶ』ミネルヴァ書房、2018年、ISBN 978-4623081387
- 『野田秀樹×鎌田浩毅 劇空間を生きる』ミネルヴァ書房、2018年、ISBN 978-4623084562
- 米田誠共著『一生モノの物理学』[12] 祥伝社、2022年、ISBN 978-4396617417
- 『池坊専好×鎌田浩毅 いけばなの美を世界へ』ミネルヴァ書房、2022年、ISBN 978-4623093076
- 蜷川雅晴共著『みんなの高校地学 おもしろくて役に立つ、地球と宇宙の全常識』[13] 講談社ブルーバックス、2024年、ISBN 978-4065377970

### 雑誌連載
- 週刊エコノミスト『鎌田浩毅の役に立つ地学』（2020年4月27日～、ほぼ毎週掲載）[14]

### 監修
- 造事務所編集・構成『火山の大研究 地球に秘められた大きなパワー ふん火のヒミツがよくわかる!』PHP研究所、2007年
- 『図説 地震と人間の歴史 (シリーズ人と自然と地球)』原書房、2013年、ISBN 978-4562049455
- 『図説 火山と人間の歴史 (シリーズ人と自然と地球)』原書房、2013年、ISBN 978-4562049462
- 『図説 滝と人間の歴史 (シリーズ人と自然と地球)』原書房、2013年、ISBN 978-4562049479
- 『図説 火と人間の歴史 (シリーズ人と自然と地球)』原書房、2014年、ISBN 978-4562049486
- 『図説 砂漠と人間の歴史 (シリーズ人と自然と地球)』原書房、2014年、ISBN 978-4562049493
- 『地震と火山 (パーフェクト図解)』学研パブリッシング、2014年、ISBN 978-4054061651
- 『この火山が危ない! (双葉社スーパームック)』双葉社、2015年、ISBN 978-4575455045
- 監修・著『せまりくる「天災」とどう向きあうか』ミネルヴァ書房、2015年、ISBN 978-4623075232
- 監修・著、西本昌司著『フシギなくらい見えてくる! 本当にわかる地球科学』日本実業出版社、2016年、ISBN 978-4534053565
- 『富士山噴火 その時あなたはどうする？』扶桑社、2021年、ISBN 978-4594089504
- 『角川まんが学習シリーズ　まんがで名作 これから科学者になる君へ 寺田寅彦エッセイ集』[15] 原作:寺田寅彦、KADOKAWA、2023年、ISBN 978-4041122136

### 解説
- サイモン・ウィンチェスター（著）野中邦子（訳）『世界を変えた地図 ウィリアム・スミスと地質学の誕生』早川書房、2004年、ISBN 978-4152085795
- リチャード・ドーキンス（著）大田直子（訳）『魂に息づく科学 ドーキンスの反ポピュリズム宣言』早川書房、2018年、ISBN 978-4152098078
- アルフレッド・ウェゲナー（著）竹内均（訳）『大陸と海洋の起源』講談社ブルーバックス、2020年、ISBN 978-4065194041

### 論文
- 鎌田浩毅, 三村弘二「インブリケイションから推定される九重火山飯田(はんだ)火砕流の流動方向」『火山.第2集』第26巻第4号、日本火山学会、1981年、281-292頁、doi:10.18940/kazanc.26.4_281、ISSN 04534360、NAID 110002993718。
- 鎌田浩毅, 村岡洋文, 長谷紘和「九重火山麓北地域の地質と層序 : 火山および火山岩」『日本地質学会学術大会講演要旨』第1981巻、日本地質学会、1981年、312頁、doi:10.14863/geosocabst.1981.0_312、ISSN 1348-3935、NAID 110003037775。
- 陶山淳治, 石井吉徳, 山口靖, 鎌田浩毅, 長谷絋和, 小川克郎「合成開口レーダーによる日本列島の地熱資源調査」『日本リモートセンシング学会誌』第2巻第4号、日本リモートセンシング学会、1982年、57-65_9、doi:10.11440/rssj1981.2.4_57、ISSN 0289-7911、NAID 130003638596。
- 鎌田浩毅, 村岡洋文「大分県中部の火山岩類のK-Ar年代」『地質調査所月報』第33巻第11号、経済産業省産業技術総合研究所地質調査所、1982年11月、561-567頁、ISSN 00167665、NAID 40002357719。
- 須藤茂, 阪口圭一, 松林修, 鎌田浩毅, 加藤完, 山本隆志「三宅島 1983 年溶岩の冷却過程」『火山.第2集』第29巻TOKUBE、日本火山学会、1984年、S253-S265、doi:10.18940/kazanc.29.TOKUBE_S253、NAID 110002990010。
- 鎌田浩毅, 村岡洋文「大分県安心院（あじむ）の安山岩溶岩のＫ‐Ａｒ年代」『地質学雑誌』第90巻第2号、日本地質学会、1984年、125-128頁、doi:10.5575/geosoc.90.125、ISSN 0016-7630、NAID 110003023477。
- 鎌田浩毅「熊本県宮原西方の火山岩類の層序と噴出年代 九州中北部の火山活動の時代と分布」『地質学雑誌』第91巻第4号、日本地質学会、1985年、289-303頁、doi:10.5575/geosoc.91.289、ISSN 0016-7630、NAID 110003023604。
- 鎌田浩毅「A31 中部九州における火山構造性陥没地内の 5Ma 以降の拡大量」『日本火山学会講演予稿集』第1986.1巻、日本火山学会、1986年、31頁、doi:10.18940/vsj.1986.1.0_31、ISSN 2433-5320、NAID 110002998922。
- 中田節也, 鎌田浩毅「島原半島南部に分布する玄武岩・安山岩類の成因関係」『火山.第2集』第33巻第4号、日本火山学会、1988年、273-289頁、doi:10.18940/kazanc.33.4_273、ISSN 04534360、NAID 110002989349。
- 鎌田浩毅「反射法地震探査データから推定される別府湾及びその周辺地域の深部地下構造とその成因 : コメント」『日本地質学会学術大会講演要旨』第1990巻、日本地質学会、1990年、92頁、doi:10.14863/geosocabst.1990.0_92、ISSN 1348-3935、NAID 110003026725。
- 鎌田桂子, 鎌田浩毅「289 米国オレゴン州、クレーターレークカルデラの形成過程」『日本地質学会学術大会講演要旨』第1990巻、日本地質学会、1990年、428頁、doi:10.14863/geosocabst.1990.0_428、ISSN 1348-3935、NAID 110003027025。
- 鎌田浩毅, 小玉一人「II-3 火山構造性陥没地としての豊肥火山地域とその形成テクトニクス」『日本地質学会学術大会講演要旨』第1992巻、日本地質学会、1992年、63-64頁、doi:10.14863/geosocabst.1992.0_63、ISSN 1348-3935、NAID 110003027643。
- 鎌田浩毅, 小玉一人「P18 中部九州でなぜ火山構造性陥没地(豊肥火山地域)が生じたのか : 西南日本弧・琉球弧会合部のテクトニクス」『日本火山学会講演予稿集』第1993.2巻、日本火山学会、1993年、104頁、doi:10.18940/vsj.1993.2.0_104、ISSN 2433-5320、NAID 110003000410。
- 鎌田桂子, 谷口宏充, 中田節也, 三軒一義, 鎌田浩毅「338. 雲仙普賢岳噴火における火砕流温度・風圧・粒子速度測定」『日本地質学会学術大会講演要旨』第1993巻第0号、日本地質学会、1993年、562頁、doi:10.14863/geosocabst.1993.0_562、ISSN 1348-3935、NAID 110003035294。
- 鎌田浩毅「PV20 猪牟田カルデラ : 耶馬溪火砕流及び今市火砕流の噴出源としての埋積されたじょうご型複成カルデラ」『日本火山学会講演予稿集』第1994.2巻、日本火山学会、1994年、208頁、doi:10.18940/vsj.1994.2.0_208、ISSN 2433-5320、NAID 110003000618。
- 鎌田浩毅, 千葉達朗「1995年10月の九重火山硫黄山の噴火」『地質學雜誌』第101巻第12号、日本地質学会、1995年12月、XXXXIII-XXXXVI、doi:10.5575/geosoc.101.XXXXIII、ISSN 00167630、NAID 10002216172。
- 鎌田浩毅, 小林哲夫「360 九重火山の地質と噴火史(火山・火山岩)」『日本地質学会学術大会講演要旨』第1996巻第0号、日本地質学会、1996年、273頁、doi:10.14863/geosocabst.1996.0_273_1、ISSN 1348-3935、NAID 110006670120。
- 鎌田浩毅「1995年10月の九重火山硫黄山の噴火」『地學雜誌』第105巻第1号、東京地学協会、1996年、Plate1-Plate2、doi:10.5026/jgeography.105.Plate1、ISSN 0022-135X、NAID 130000796246。
- 伊藤順一, 星住英夫, 川辺禎久, 鎌田浩毅「P22 過去 5000 年間に九重火山で発生した小規模噴火」『日本火山学会講演予稿集』第1997.2巻、日本火山学会、1997年、106頁、doi:10.18940/vsj.1997.2.0_106、ISSN 2433-5320、NAID 110003001070。
- 竹村恵二, 伊藤康人, 鎌田浩毅「別府湾周辺のネオテクトニクス」『日本地質学会学術大会講演要旨』第1998巻、日本地質学会、1998年、231頁、doi:10.14863/geosocabst.1998.0_231、ISSN 1348-3935、NAID 130005430378。
- 金子克哉、鎌田浩毅、小屋口剛博「P38 Aso-4 噴火サイクルにおける噴出物の岩石学的特徴」『日本火山学会講演予稿集』第1999.2巻、日本火山学会、1999年、124頁、doi:10.18940/vsj.1999.2.0_124、ISSN 2433-5320、NAID 110003001340。
- 鎌田浩毅「日本火山学会と会誌「火山」の現況と今後の取り組み」『地學雜誌』第108巻第6号、東京地学協会、1999年12月、734-740頁、doi:10.5026/jgeography.108.6_734、ISSN 0022135X、NAID 10004726166。
- 鎌田桂子、鎌田浩毅「P32 外来岩片からみた姶良カルデラの形成過程」『日本火山学会講演予稿集』第2001.2巻、日本火山学会、2001年、134頁、doi:10.18940/vsj.2001.2.0_134、ISSN 2433-5320、NAID 110002998434。
- 宇井忠英、井田喜明、鎌田浩毅、林信太郎、川邊禎久、加藤幸弘、千葉達朗、藤田浩司、塩谷みき「B25 活火山の再定義とランク付け」『日本火山学会講演予稿集』第2002.2巻、日本火山学会、2002年、89頁、doi:10.18940/vsj.2002.2.0_89、ISSN 2433-5320、NAID 110002998568。
- 鎌田浩毅、須田恵理子、齋藤武士、飯澤功、酒井敏「火山体崩壊に伴う岩屑なだれの流動メカニズムの実験的解析と地質堆積物への適用」『材料』第51巻第2号、日本材料学会、2002年2月、168-175頁、doi:10.2472/jsms.51.168、ISSN 05145163、NAID 110002301849。
- 綿貫陽子、鎌田浩毅、味喜大介、石原和弘「桜島火山大正噴火における二次溶岩流の分布と流出時期」『火山』第48巻第6号、日本火山学会、2003年、513-518頁、doi:10.18940/kazan.48.6_513、ISSN 0453-4360、NAID 110003041377。
- 室生団体研究グループ、八尾昭、茅原芳正、別所孝範、鎌田浩毅、山本俊哉、渕上芳孝、石井久夫、森山義博、西尾明保、寺戸真、八尾昭「室生火砕流堆積物の給源火山」『地球科学』第62巻第2号、地学団体研究会、2008年、97-108頁、doi:10.15080/agcjchikyukagaku.62.2_97、ISSN 0366-6611、NAID 110006640412。

## 出演番組

### テレビ
- 近未来×予測テレビ ジキル&ハイド（2008年2月3日、テレビ朝日）
- 爆笑問題のニッポンの教養（2008年3月25日、NHK総合）
- 課外授業ようこそ先輩（2009年2月8日、NHK Eテレ）
- 地頭クイズ ソクラテスの人事（2009年4月2日、NHK総合）
- 情報LIVE ただイマ!（2012年6月15日、NHK総合）
- 驚き!地球!グレートネイチャー（2013年6月29日、NHKBSプレミアム）
- たけしの富士山大研究 大噴火20XX[16]（2013年9月22日、テレビ朝日）
- 加藤浩次の本気対談!コージ魂!!（2015年1月4日、BS日テレ）
- 世界まる見え!テレビ特捜部（2015年11月16日、日本テレビ）
- 情熱大陸（2015年11月22日、TBS）
- Volcanoes（2016年9月29日、NHKワールドTV）
- 驚き!地球!グレートネイチャー（2017年4月1日・12月9日、2016年1月29日、NHKBSプレミアム）
- グッド!モーニング (テレビ番組)（2021年5月14日・12月30日、2020年9月4日・12月25日、2019年12月27日、2018年12月31日、テレビ朝日）
- 世界一受けたい授業（2019年5月4日、2018年4月21日、2013年7月13日、2008年7月5日、2007年6月16日、日本テレビ）
- 深層NEWS（2020年1月16日、BS日テレ）
- 又吉直樹のヘウレーカ！（2020年9月7日・10月7日、NHK Eテレ）
- 世界まる見え！テレビ特捜部（2020年12月29日、日本テレビ）
- 教えて!ニュースライブ 正義のミカタ（2021年2月20日、2月13日、2020年7月25日、2019年4月27日、朝日放送テレビ）
- おはよう関西「京大最終講義」（2021年3月29日、NHK総合）
- 報道ステーション「阿蘇山噴火」（2021年10月20日、テレビ朝日）
- ニュース（2021年11月13日、テレビ南海放送）
- ニュース630 京いちにち「わかりやすい防災」（2021年11月24日・12月22日、NHK京都放送局）
- キャスト「和歌山と山梨で震度５弱」（2021年12月3日、朝日放送）
- 教えて!ニュースライブ 正義のミカタ（2021年12月11日、朝日放送）
- やりすぎ都市伝説2021冬スペシャル[17]（2021年12月17日、テレビ東京）

### ラジオ
- 道上洋三の健康道場（2015年9月13日、20日、TBSラジオ、2015年9月12日、19日、ABCラジオ）
- 荻上チキ・Session-22（2015年10月8日、2016年2月3日、10日、17日、24日、4月19日、TBSラジオ）
- KEEP ON SMILING（2016年4月10日、17日、FM東京・FM大阪）
- TOPPAN FUTURISM（2017年11月12日、J-WAVE (FM 81.3MHz)）
- 私の日本語辞典（理系学者の“読書”術、2019年5月4日、11日、18日、25日、NHKラジオ第2）
- 雲仙普賢岳・富士山（2021年6月1日、FM東京）